# Bi hài kịch

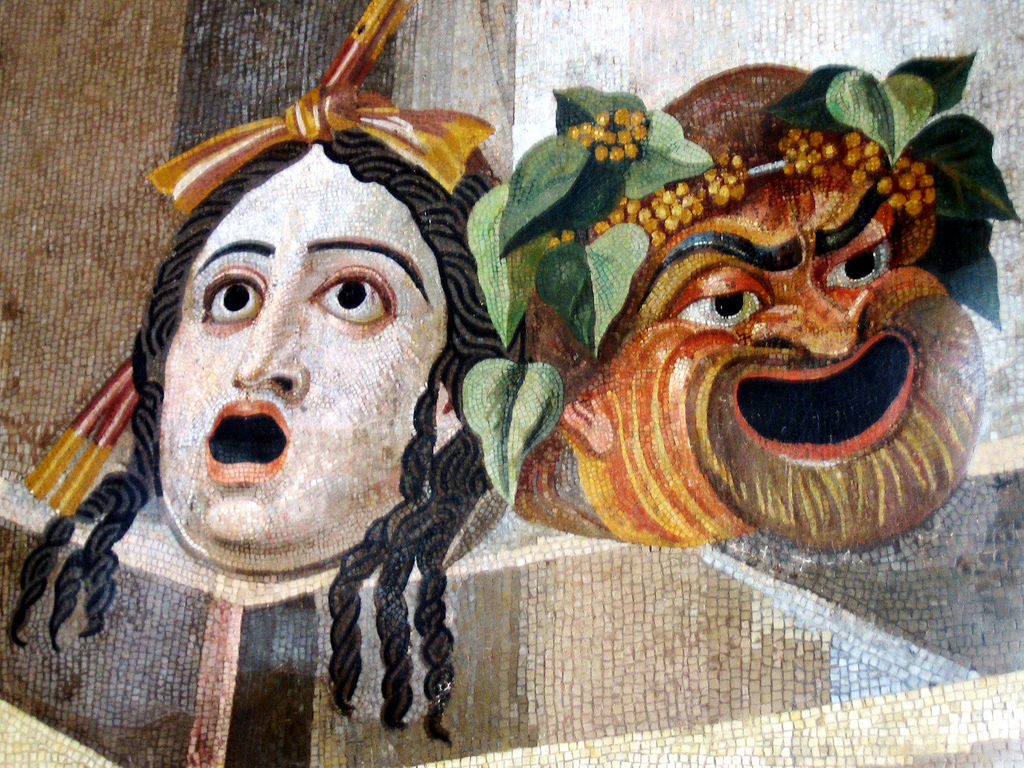
Mặt nạ bi hài kịch của kịch trường Hy Lạp cổ đại, tranh khảm trong Villa Adriana.

Bi hài kịch là một thể loại văn học kết hợp cả hai yếu tố bi và hài kịch. Trong văn học kịch, thuật ngữ thường có thể được dùng để chỉ một vở bi kịch với nội dung có chứa yếu tố gây hài nhằm làm giảm bớt tính u ám của tác phẩm, hoặc một chính kịch (bi) với kết thúc có hậu.